# Mercure de France

Mercure de France a fost inițial o gazetă și revistă literară franceză publicată pentru prima dată în secolul al XVII-lea, dar care, după mai multe reapariții, s-a transformat într-o editură ce face parte acum din grupul editorial Éditions Gallimard. 
Gazeta a fost publicată din 1672 până în 1724 (cu o întrerupere în perioada 1674-1677) sub titlul Mercure galant (scris uneori scris Mercure gallant) (1672-1674) și Nouveau Mercure galant (1677-1724). Titlul a fost schimbat în cel de Mercure de France în 1724. Gazeta a fost pentru scurt timp desființată (în timpul lui Napoleon) din 1811 până în 1815 și și-a încetat apariția în 1825. Numele a fost reînviat în 1890, fiind folosit atât pentru o revistă literară, cât și (din 1894) pentru o editură asociată inițial cu mișcarea simbolistă. Începând din 1995 Mercure de France fost parte din grupul editorial Éditions Gallimard.
Mercure de France nu trebuie confundat cu o altă revistă literară, Mercure du XIXe siècle (1823-1830).

## Revistele originaleMercure galantșiMercure de France
Mercure galant a fost fondat de scriitorul Jean Donneau de Visé în 1672. Numele se referă la zeul Mercur, mesagerul zeilor; titlul făcea trimitere, de asemenea, la Mercure françoys care a fost prima revistă literară a Franței, fondată în anul 1611 de către librarul parizian J. Richer. 

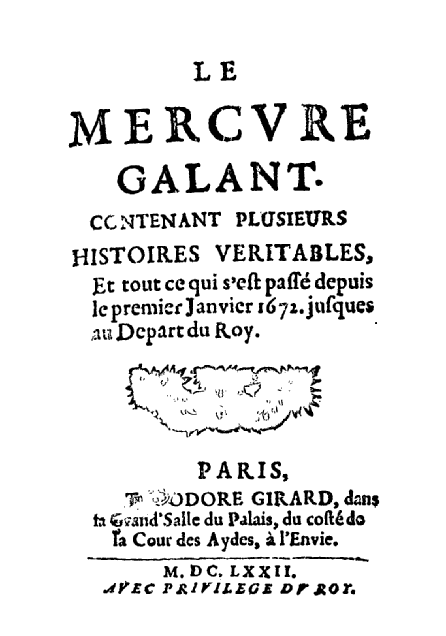
Primul număr al revistei Mercure Galant, 1672

Scopul revistei era informarea înaltei societăți cu privire la viața de la curte și la dezbaterile intelectuale și artistice; gazeta (care a apărut neregulat) conținea poezii, anecdote, știri (căsătorii, bârfe), piese de teatru și cronici artistice, cântece și comentarii de modă și a devenit un lucru la modă (și, uneori, scandalos) să fii menționat în paginile ei. Publicația și-a oprit apariția în 1674, dar a reapărut din nou ca un periodic lunar cu numele Nouveau Mercure galant în 1677.
Mercure galant a reprezentat o evoluție semnificativă în istoria jurnalismului (ea a fost prima gazetă care a prezentat știri din lumea modei) și a jucat un rol esențial în difuzarea de știri despre modă, bunuri de lux, etichetă și viața la curte în epoca lui Ludovic al XIV-lea în provinciile franceze și în străinătate. În anii 1670 articolele despre moda noului sezon au fost, de asemenea, însoțite de gravuri. Ediția din august 1697 conținea o descriere detaliată a unui nou puzzle popular, cunoscut acum sub numele de peg solitaire. Acest articol este cea mai veche referire cunoscută cu privire la peg solitaire.
Revista a fost frecvent denigrată de autorii vremii. Numele Mercure galant a fost folosit de către dramaturgul Edmé Boursault pentru una dintre piesele sale cu pretenții de critică socială; când Donneau de Visé s-a plâns, Boursault a schimbat titlul piesei lui în Comédie sans titre (Comedie fără titlu).
Gazeta a jucat un rol important în „Cearta dintre antici și moderni”, o dezbatere dacă arta și literatura secolului al XVII-lea aveau mai multe realizări decât iluștrii scriitori și artiști din antichitate, dezbatere care va dura până la începutul secolului al XVIII-lea. Bernard le Bovier de Fontenelle și Mercure galant s-au alăturat „modernilor”. Nicolas Boileau-Despréaux a fost împins în rolul de campion al „anticilor”, iar Jean Racine, Jean de La Fontaine și Jean de La Bruyère (care este faimos pentru o diatribă împotriva gazetei: „le Mercure... est immédiatement au dessous de rien” [„Mercure... este chiar sub nimic”]) i-au luat apărarea.
Periodicul a devenit în cele din urmă un succes financiar și i-au adus venituri ridicate lui Donneau de Visé. Mercure de France a devenit arbitrul de necontestat al științelor umaniste și artelor din Franța și a fost considerat cel mai important jurnal literar din Franța prerevoluționară.
Thomas Corneille a fost un colaborator frecvent al gazetei. Mercure a continuat să fie publicat după moartea lui Donneau de Visé în 1710. În anul 1724 titlul a fost schimbat în Mercure de France și a dobândit un caracter semioficial, având un director numit de guvern (profiturile au fost investite în pensii pentru scriitori). Jean-François de la Harpe a fost redactor-șef timp de 20 de ani; el a colaborat, de asemenea, cu Jacques Mallet du Pan. Alți redactori și colaboratori importanți au fost Marmontel, Raynal, Chamfort și Voltaire.
În paginile ediției din mai 1734 a revistei Mercure de France a fost utilizat pentru prima dată termenul de „Baroc” (în mod peiorativ) într-o recenzie satirică anonimă a operei Hippolyte et Aricie a lui Jean-Philippe Rameau. 
Chiar înainte de revoluție, conducerea a fost preluată de Charles-Joseph Panckoucke. În epocă revoluționară, titlul a fost schimbat pentru scurt timp în Le Mercure français. Napoleon a oprit publicarea revistei în 1811, dar revista și-a reluat apariția în 1815. Ultimul număr al revistei a apărut în 1825.

## Revista actualăMercure de France

### Istoric
La sfârșitul secolului al XIX-lea, numele Mercure de France a fost reînviat de către Alfred Vallette. Vallette a fost strâns legat de un grup de scriitori asociat cu mișcarea simbolistă care s-au întâlnit regulat la cafeneaua la Mere Clarisse din Paris (din rue Jacob) și care i-a inclus pe Jean Moréas, Émile Reynaud, Pierre Arène, Remy de Gourmont, Alfred Jarry, Albert Samain și Charles Cros. Primul număr al revistei a apărut pe 1 ianuarie 1890.
În următorul deceniu, revista a avut parte de succes critic, iar poeți precum Stéphane Mallarmé și José-Maria de Heredia au publicat lucrări originale în paginile ei. Revista a devenit o publicație bilunară în 1905.
În 1889 Alfred Vallette s-a căsătorit cu scriitoarea Rachilde al cărei roman Monsieur Vénus a provocat scandal și a fost acuzat de imoralitate. Rachilde a fost membră a consiliului editorial al revistei până în 1924, iar personalitatea ei și lucrările ei au contribuit mult la creșterea renumelui revistei. Rachilde a găzduit un salon literar în zilele de marți, iar aceste „mardis du Mercure” au devenit faimoase datorită autorilor care au participat.
Ca și alte reviste ale epocii, Mercure a început, de asemenea, să publice cărți (începând din 1894). Alături de operele autorilor simboliști, Mercure a publicat primele traduceri franceze ale scrierilor lui Friedrich Nietzsche, primele opere ale lui André Gide, Paul Claudel, Colette și Guillaume Apollinaire și poemele lui Tristan Klingsor. Ulterior a publicat scrierile lui Henri Michaux, Pierre Reverdy, Pierre-Jean Jouve, Louis-René des Forêts, Pierre Klossowski, André du Bouchet, Georges Séféris, Eugène Ionesco și Yves Bonnefoy.
După moartea lui Vallette în 1935, conducerea a fost preluată de către Georges Duhamel (care a redactat revista începând din 1912). În 1938, din cauza poziției antirăzboinice a lui Duhamel, el a fost înlocuit de către Jacques Bernard (în 1945 Bernard a fost arestat și condamnat pentru colaborare cu germanii). După război, Duhamel (care era acționar majoritar al editurii) l-a desemnat pe Paul Hartman pentru a conduce revista (Hartman a vut un rol important în activitatea editorială clandestină în timpul războiului).
În 1958 grupul editorial Éditions Gallimard a cumpărat revista Mercure de France și Simone Gallimard a fost aleasă ca director. În 1995 Isabelle Gallimard a preluat conducerea editurii.

### Premii literare
Printre autorii premiați care au publicat în Mercure de France se află următorii:
- Salvat Etchart (Prix Renaudot 1967)
- Claude Faraggi (Prix Fémina 1975)
- Michel Butel (Prix Médicis 1977)
- Jocelyne François (Prix Fémina 1980)
- François-Olivier Rousseau (Prix Médicis și Prix Marcel Proust 1981)
- Nicolas Bréhal (Prix Valery Larbaud 1992)
- Paula Jacques (Prix Fémina 1991)
- Dominique Bona (Prix Interallié 1992)
- Andreï Makine (Premiul Goncourt și Prix Médicis 1995)
- Gilles Leroy (Premiul Goncourt 2007)
- Romain Gary și-a publicat romanele sale sub pseudonimul Émile Ajar (cu complicitatea Simonei Gallimard) ceea ce i-a permis să câștige două premii Goncourt.